# Territori de Tanganyika
El Territori de Tanganyika fou país de l'Àfrica oriental que va prendre el nom del llac Tanganyika, que forma la seva frontera occidental. Format el 1919 arran del final de la Primera Guerra Mundial i persisití com a domini britànic fins al 1961, en què es constituí la República de Tanganyika, que tres anys més tard s'uní a Zanzíbar, va constituir Tanzània. El nom, en suahili, vol dir «més enllà de Tanga», o «darrere de Tanga», o sigui, el rerepaís de la població costanera de Tanga.

## Història
La colònia de l'Àfrica Oriental Alemanya (Deutsch Ostafrika) va caure durant la Primera Guerra Mundial, a partir del 1916, en mans dels aliats (Bèlgica va ocupar Ruanda i Urundi i zones properes, Portugal el triangle de Kionga, i la resta fou ocupat pels britànics el 1916 (excepte l'illa de Mafia, ja ocupada el desembre de 1914) i va topar amb una forta resistència alemanya; els alemanys no es van rendir a Rhodèsia fins uns dies després d'acabada la guerra. El 30 de maig de 1919 un tractat entre Gran Bretanya i Bèlgica deixava a aquesta l'administració interina de Ruanda-Urundi. Kionga fou reconeguda a Portugal pel tractat de 10 de gener de 1920. Una ordre en consell (Orden in Council) del 22 de juliol de 1920 va nomenar un governador pel territori, assistit per un consell executiu, tots nomenats. El març de 1921 els belgues van entregar als britànics el districte d'Ujiji i part del de Bukoba, que administraven. El 20 de juliol de 1922 la societat de Nacions va confiar el mandat del territori, amb el nom de Tanganyika, a la Gran Bretanya, i el de Ruanda-Urundi a Bèlgica.
El governador Cameon va dedicar especial atenció des de 1924 a la posada en explotació de terres de cultiu al nord-est, i centenars de colons anglesos s'hi van establir a començaments del 1925. El juliol de 1925 la colonització es va obrir als alemanys i en un any se'n van instal·lar 200, el que va despertar certs recels, aviat superats. L'1 d'octubre de 1926 es va constituir un consell legislatiu de 13 membres oficials i 10 no oficials i és a establir també una oficina d'afers indígenes. El 1927 els recels van retornar quan a Alemanya es va produir un moviment pel retorn de les colònies. El 1928 es va obrir la línia fèrria Tabora-Mwanza (dos localitats amb aeròdrom). La línia Manyoni a Kiangiri es va construir als anys trenta. La crisi econòmica del 1929 la va perjudicar però es va recuperar durant la Segona Guerra Mundial. Al territori hi havia abans de la guerra dos batallons dels King's African Rifles i una força de policia (amb 2.311 membres el 1925)
El 1931 tenia 4.107.000 indígenes i 8163 europeus que des del 1929 tenien una escola especial a Dar es Salaam. Després de la guerra, l'11 de desembre de 1946, els britànics van tenir el mandat per compte de les Nacions Unides com a successora de la Societat de Nacions.
El 1950 es va fundar el Partit de la Unió Nacional Africana de Tanganyika (conegut per les segles angleses TANU, Tanganyika African National Union). El 1955 es va crear el primer consell legislatiu representatiu (i electiu) i a les primeres eleccions del 1958 la TANU, liderada per Julius Nyerere, va obtenir la majoria. El 1960 es va formar el primer gabinet responsable dirigit per Julius Nyerere. L'1 de maig de 1961 es va adoptar la constitució que donava al país completa autonomia interna fins a la independència prevista pel 28 de desembre d'aquell any. El ministre principal Nyerere va ser designat primer ministre.
El 9 de desembre de 1961, amb un avançament sobre la data per motius d'assistència de delegacions als actes oficials, assolí la total independència i el 9 de desembre de 1962 s'establí la República de Tanganyika.

## Divisió administrativa
El 1922 els britànics van dividir el territori en vint-i-dues províncies: Arusha, Bagamoyo, Bukoba, Daressalam, Dodoma, Iringa, Kilwa, Kondoa-Irangi, Lindi, Mahenge, Morogoro, Moshi, Mwanza, Pangani, Rufiji, Rungwe, Songea, Tabora, Tanga, Ufipa, Ujiji, i Usambara. Aquesta divisió fou modificada al llarg dels anys.